# First Ladies National Historic Site
First Ladies National Historic Site – historyczny obszar chroniony w Canton w amerykańskim stanie Ohio.
Muzeum ma na celu upamiętnienie pierwszych dam Stanów Zjednoczonych. Znajduje się w dwóch budynkach, z których jeden był domem pierwszej damy Idy McKinley. Muzeum zostało ustanowione w 2000 roku, a znajduje się pod zarządem National Park Service.